# Medianeras
Pour plus de détails, voir Fiche technique et Distribution.
Medianeras (ou Medianeras: Buenos Aires À L'Ère De L'Amour Virtuel) est un film de comédie dramatique romantique argentin-hispano-allemand réalisé et écrit par Gustavo Taretto et sorti en 2011. Martín et Mariana sont des êtres solitaires qui vivent à Buenos Aires et ont des difficultés à interagir avec le monde. Même s'ils se croisent toujours dans la rue, ils ne se voient jamais. À la recherche de quelqu’un qui les comprend, ils noient leurs peines et leurs joies et l'histoire est racontée par ses personnages, qui tentent de se libérer des liens de solitude que la culture virtuelle et l'architecture de Buenos Aires ont apporté aux Buenos Aires qui vivent seuls. 
Une co-production entre Argentine, Espagne et Allemagne il a été tourné en Argentine et en Espagne avec des acteurs des deux pays avec un budget de 11 millions de dollars. Concernant le thème central du film, le réalisateur Gustavo Taretto explique qu'il a voulu dépeindre une solitude qui n'est pas dramatique, mais "une solitude à laquelle nous sommes déjà habitués. Au quotidien. La solitude urbaine. La solitude que nous ressentons lorsque nous sommes entourés d'étrangers".
L'œuvre a reçu les prix du meilleur film étranger et du meilleur réalisateur au Festival De Gramado 2011.

## Synopsis
Martin est un phobique en rétablissement. Petit à petit, il parvient à échapper à l'isolement de son appartement et à sa réalité virtuelle. Il est concepteur de sites Web. Mariana a étudié l'architecture, mais travaille comme étalagiste et vient de mettre fin à une longue relation. Sa tête est en désordre, tout comme l'appartement où elle se réfugie. Martin et Mariana vivent dans le même quartier, mais même si leurs chemins se croisent, ils ne se rencontrent jamais. Ils traversent les mêmes endroits mais ne se remarquent pas. Comment peuvent-ils se réunir dans une ville de trois millions d’habitants ? Ils vivent au centre de Buenos Aires, la métropole qui les unit et qui les sépare aussi.

## Fiche technique
- Titre original : Medianeras
- Titre anglais international : Sidewalls
- Réalisation : Gustavo Taretto
- Scénario : Gustavo Taretto
- Musique : Gabriel Chwojnik
- Photographie : Leandro Martínez
- Montage : Pablo Mari, Rosario Suárez
- Sociétés de production : Eddie Saeta S.A., Instituto Nacional de Cine y Artes Audiovisuales (INCAA), Pandora Filmproduktion
- Lieu de tournage : Buenos Aires
- Durée : 95 minutes
- Dates de sortie : 
  - Allemagne : Février 2011 (Berlinale)[1]
  - France : 1er juin 2011
  - Argentine 6 octobre 2011

## Distribution
- Pilar López de Ayala : Mariana
- Javier Drolas : Martín
- Inés Efron : Ana
- Rafael Ferro : Rafa
- Carla Peterson : Marcela
- Adrián Navarro : Lucas
- Jorge Lanata : le traumatologue
- Alan Pauls : l'ex petit ami de Mariana
- Romina Paula : l'ex petite amie de Martín

## Distinctions
- 2011 : primé au Gramado Film Festival
- 2011 : sélectionné lors du Festival du film de Londres
- 2012 : nommé lors de l'Argentinean Film Critics Association Awards